# الإمام النسائي (مسلسل)
الإمام النسائي هي دراما تاريخية إسلامية، تروي سيرة وحياة الإمام النسائي، أحد رواة الحديث، وجامع السنة النبوية المطهرة .. وهو من نفس مدرسة الإمامين، البخاري والترمذي، وإن كان يصغرهم سنا. ولد النسائي في خراسان عام 521 هجرية، لكنه استوطن مصر، وعاش في زقاق القناديل بالفسطاط التي بناها عمرو بن العاص. عمل قاضيا، وتزوج من أربع نساء. لم يكن متشددا، بل عاش مستمتعا بنعم الله من النساء والمأكل والمشرب، وكل ما أحله الخالق. عمل واعظا ومعلما، إلي جانب كونه قاضيا. ألف صحيح النسائي (المجتبي)الذي جمع فيه سنة الرسول الكريم، صلى الله عليه وسلم، وصحيح الحديث الشريف. توفي بعد زيارته لدمشق، واصطدامه بالخوارج، الذين ألقوابه خارج دمشق، حيث استشهد هناك. بالرغم من أن كثيرا من النقاد يعتبرون صحيحه أفضل من البخاري ومسلم.

## فريق العمل

### بطولة
- حسن يوسف
- منى عبد الغني
- أشرف عبد الغفور
- مديحة حمدي
- محمود الحديني
- صلاح رشوان
- ميار الببلاوي
- لقاء سويدان
- مفيد عاشور
- عبير الطوخي
- سعيد صديق
- محمد توفيق
- جميلة عزيز
- ياسر علي ماهر
- بهاء ثروت
- محمود جليفون
- منى حسين
- حمدي شرف الدين
- حلمي فودة
- محمود عبد الغفار
- أشرف طلبة
- محمد عبد الجواد
- محمد عبد الحليم
- نهى إسماعيل
- سيد شفيق
- رشوان سعيد
- محمد ولاء الدين
- اشرف عبد الفضيل
- إيمان اسماعيل
- أحمد الشوني
- أحمد حسن
- أحمد عزت
- أشرف صالح
- أمينة سالم
- أيمن حسين
- أيمن حموده
- بدور
- بركات زكي
- جيهان الفرماوي
- حازم فؤاد
- حسن عثمان
- حسين محمود
- رامز أمير: طفل
- رشا فؤاد
- زكريا يوسف
- سمير العربي
- سمير رامي
- سمير ربيع
- سيد الطيب
- سيد عبد الفتاح
- شهيرة فؤاد (شهيرة الجندي)
- شهيرة كمال
- صافيناز فتحي
- صفاء علم الدين
- صلاح الحسيني
- طارق ريحان
- عبد السلام الدهشان
- عبد السلام عبد العزيز
- عبد الله الصفتي
- عبد المنعم سعد
- عصام العشري
- عنايات صالح
- غادة أبو حساب
- كريم: طفل
- ماهر سليم
- ماهر عبد الظاهر
- محمد أحمد
- محمد جلال
- محمد حسن
- محمد صلاح
- محمد عبده
- محمود الحفناوي
- مصطفى السيد
- مصطفى أبو العزايم
- ممدوح صالح
- مهدي عباس
- مي عبد الواحد
- نجاح حسن
- نسرين يوسف
- هاني إبراهيم
- هشام الشربيني
- هلال فهمي
- هناء بركات
- هناء سعيد
- وسام وجيه: طفل
- ياسر عبد العزيز
- يوسف عبيد

## وصلات خارجية
- المسلسل على اليوتيوب